# Christopher Fulford
Christopher Fulford (Londra, 1955) è un attore britannico.

## Biografia
Sposato dal 1992 con l'attrice Camille Coduri, ha due figli: Rosa nata nel 1993 e Santino nato nel 1996.

## Filmografia parziale

### Cinema
- L'ambizione di James Penfield (The Ploughman's Lunch), regia di Richard Eyre (1983)
- Il mistero di Wetherby (Wetherby), regia di David Hare (1985)
- Una preghiera per morire (A Prayer for the Dying), regia di Mike Hodges (1987)
- Le montagne della luna (Mountains on the Moon), regia di Bob Rafelson (1990)
- Amata immortale (Immortal Beloved), regia di Bernard Rose (1994)
- Hotel, regia di Mike Figgis (2001)
- Le nebbie di Avalon (The Mists of ASvalon), regia di Uli Edel (2001)
- D-Tox, regia di Jim Gillespie (2002)
- Joyeux Noël - Una verità dimenticata dalla storia (Joyeux Noël), regia di Christian Carion (2005)
- Scoop, regia di Woody Allen (2006)
- Incontrerai l'uomo dei tuoi sogni (You Will Meet a Tall Dark Stranger), regia di Woody Allen (2010)
- Bel Ami - Storia di un seduttore (Bel Ami), regia di Declan Donnellan e Nick Ormerod (2012)
- Stonehearst Asylum, regia di Brad Anderson (2014)
- Queen of the Desert, regia di Werner Herzog (2015)
- 28 anni dopo (28 Years Later), regia di Danny Boyle (2025)

### Televisione
- Hornblower - Il diavolo e la duchessa (Hornblower), regia di Andrew Grieve - film TV (1999)
- Servants - serie TV, 6 episodi (2003)
- Confessioni di sangue (Wire in the Blood) - serie TV, episodio 2x03 (2003)
- The Brief - serie TV, 8 episodi (2004-2005)
- Murphy's Law - serie TV, 3 episodi (2007)
- The Last Enemy - serie TV, 4 episodi (2008)
- Walking the Dead - serie TV, 2 episodi (2008)
- Whitechapel - serie TV, 4 episodi (2009-2010)
- Collision - serie TV, 4 episodi (2009)
- The Guilty - serie TV, episodi 1x02-1x03 (2013)
- Law & Order: UK - serie TV, episodio 8x01 (2014)
- Grantchester - serie TV, episodio 3x04 (2017)
- Dark Heart - serie TV, episodio 1x02 (2018)
- A Confession - serie TV, 4 episodi (2019)
- Manhunt - serie TV, 2 episodi (2019)
- Top Boy - serie TV, 8 episodi (2022-2023)

## Doppiatori italiani
Nelle versioni in italiano delle opere in cui ha recitato, Christopher Fulford è stato doppiato da:
- Massimo Rinaldi in Una preghiera per morire
- Nino Prester in Hornblower
- Roberto Draghetti in Le nebbie di Avalon
- Mauro Gravina in D-Tox
- Pasquale Anselmo in Confessioni di sangue
- Paolo Buglioni in Whitechapel
- Giorgio Lopez in Bel Ami - Storia di un seduttore
- Alberto Olivero in Queen of the Desert
- Gerolamo Alchieri in 28 anni dopo